# Acatenango
Acatenango é uma cidade da Guatemala do departamento de Chimaltenango.

## Ligações externas

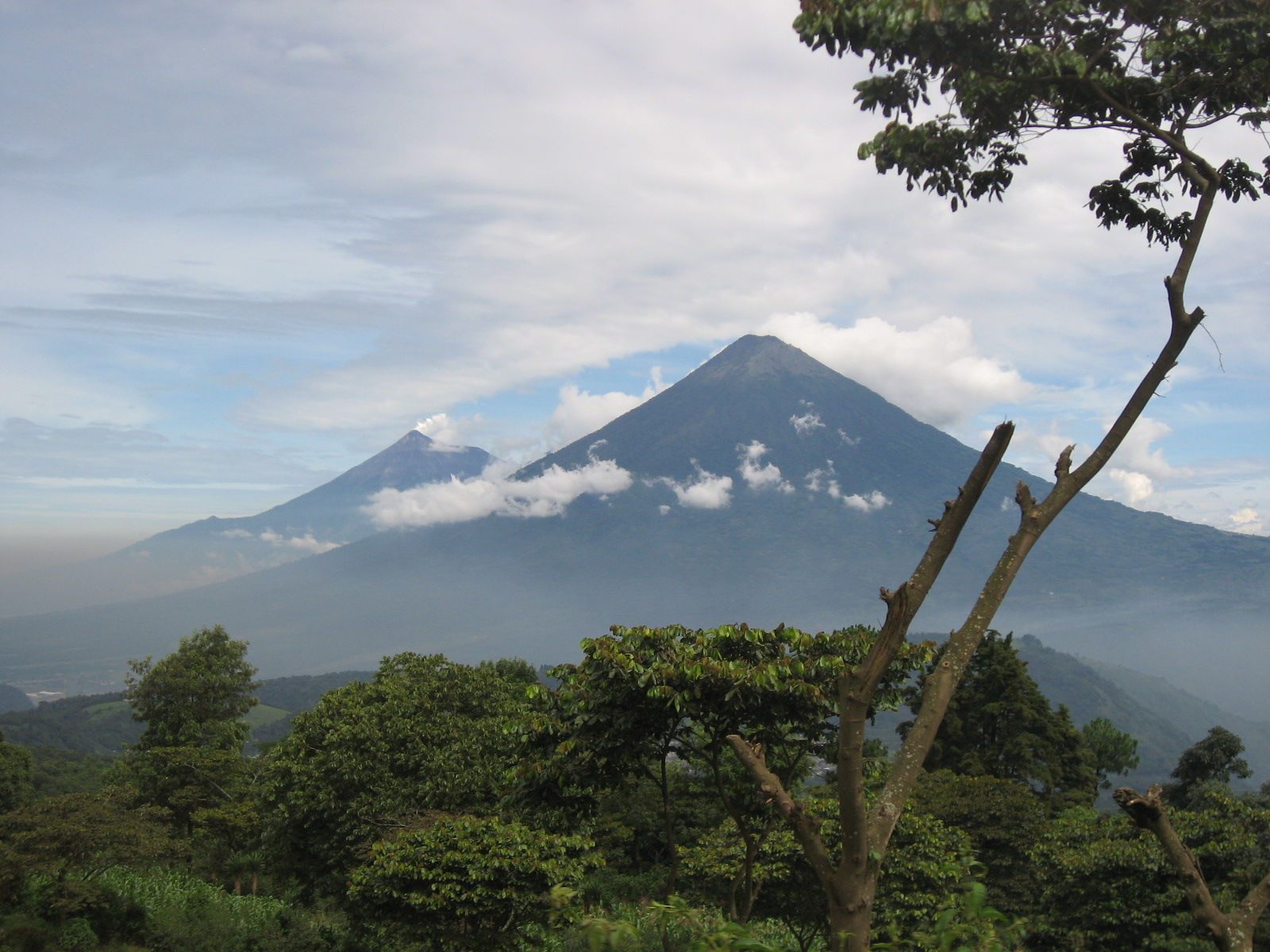
Vulcão de Acatenango.